# Cismetrine
Cismetrine, de triviale naam voor 5-benzyl-3-furylmethyl-(1R,3S)-2,2-dimethyl-3-(2-methylprop-1-enyl)cyclopropaancarboxylaat, is een organische verbinding met als brutoformule C22H26O3. Het is een wit poeder dat wordt gebruikt als insecticide. De stof is onoplosbaar in water.
Cismetrine heeft een isomerische trans-vorm, bioresmetrine.